# Потанин, Дмитрий Николаевич
Дмитрий Николаевич Потанин (1907 — ?) — украинский советский деятель, 1-й секретарь Краматорского горкома КП (б) Украины Сталинской (Донецкой) области. Депутат Верховного Совета СССР 2-го созыва.

## Биография
Член ВКП (б) с 1928 года.
Находился на ответственной партийной работе.
В ноябре 1941—1944 годах — в Красной Армии, участник Великой Отечественной войны . Воевал на Южном, Северо-Кавказском и Воронежском фронтах. С июля 1943 служил инспектором политического отдела 4-й гвардейской армии 2-го Украинского фронта.
На 1944—1946 годы — 1-й секретарь Краматорского городского комитета КП (б) У Сталинской (Донецкой) области.
В 1967 году — 1-й заместитель министра промышленности и строительных материалов РСФСР.
Умер до 1985 года.

## Награды
- орден Красной Звезды (30.12.1943)
- орден Трудового Красного Знамени (1958)
- прочие ордена
- медали